# Construção mole com feijões fervidos
Construção mole com feijões fervidos, também chamada Premonição da Guerra Civil, é uma pintura do surrealista espanhol Salvador Dalí, realizada em 1936.  Dalí criou esta obra para representar os horrores da Guerra Civil Espanhola.  Pintando esse trabalho apenas seis meses antes do início da Guerra Civil Espanhola, ele afirmou estar ciente da guerra e ter habilidades semelhantes proféticas.  Dalí pode ter mudado o nome da pintura depois da guerra de modo a provar essa qualidade profética, embora não seja inteiramente certo.

## Descrição
A pintura é um óleo sobre tela e está localizada no Museu de Arte da Filadélfia.  Dalí a pintou em 1936, mas existem estudos que datam de 1934.

## Significado
Esta pintura expressa a destruição durante a guerra civil espanhola.  A criatura monstruosa dessa pintura é autodestrutiva. Esta pintura não pretende retratar os lados escolhidos, embora Dalí tivesse muitas razões para escolher os lados da Guerra Civil Espanhola.  Sua irmã foi torturada e aprisionada por soldados comunistas que lutavam pela República e seu amigo, o poeta Federico Garcia Lorca, foi assassinado por um pelotão de fuzilamento fascista.
Dalí fez essa pintura parecer realista e, ainda assim, continuou a mobilizar conceitos surreais oníricos.  Embora os seres humanos não tenham o potencial de se parecer com as criaturas desta pintura, ela retém uma sensação realista, lembrando o espectador da gravidade das ideias por trás dela.  Dalí também trouxe ideias de tradição para esta peça com um céu catalão, criando um contraste com a ideia de revolução.  Há um número significativo de feijões cozidos nesta pintura.  Dalí é citado dizendo que a razão pela qual ele incluiu feijões cozidos foi "não se pode imaginar engolir toda aquela carne inconsciente sem a presença de algum vegetal farinhento e melancólico".